# Лисицата (уеб сериал)
„Лисицата“ (на английски: Vixen) е американски анимиран уеб сериал, базиран на комиксовата героиня на компанията ДиСи.
Сюжетът се развива в същата вселена на „Стрелата“, „Светкавицата“, „Легендите на утрешния ден“, „Константин“, „Супергърл“, „Борците за свобода: Лъчът“, „Батуоман“, „Черната мълния“ и „Супермен и Лоис“. Епизодите се пускат по „CW Seed“, като първият сезон се състои от 6 епизода. Премиерата на първия сезон е през 25 август 2015 година.
През януари 2016 година сериалът е подновен за втори сезон, като преди това актрисата озвучаваща титулярната героиня участва и в игралния сериал „Стрелата“.

## Сюжет
След като родителите и са убити в Африка заради местна корупция, Мари МакКейб унаследява медальона Танту – което и дава силата на различни животни, и тя под името Лисицата, го използва за да се бие с престъпността за да спре такива заплахи, които са и отнели семейството.

## Герои
- Мегалин Ечикунуоке – Мари МакКейб / Лисицата